# Eastern Rebellion
Eastern Rebellion war eine US-amerikanische Jazzband, die 1975 gegründet wurde und bis Mitte der 1980er-Jahre bestand.

## Bandhistorie

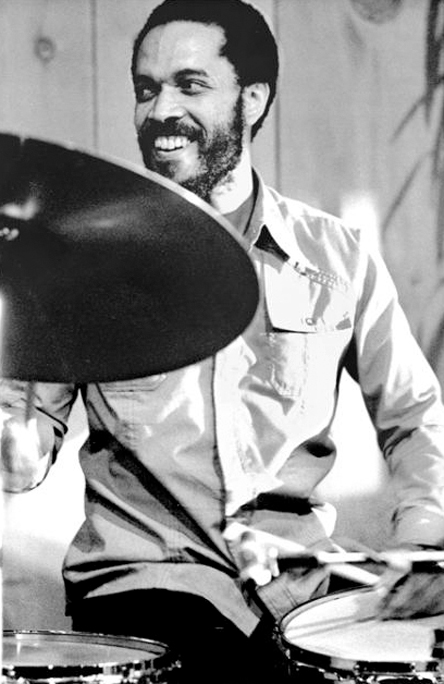
Billy Higgins (1978)

Eastern Rebellion war ein Quartett unter der Leitung des Pianisten Cedar Walton mit dem Tenorsaxophonisten George Coleman, dem Bassisten Sam Jones und dem Schlagzeuger Billy Higgins. Als die Gruppe 1975 zusammenkam, war Coleman der einzige Neuzugang; die anderen drei Musiker hatten schon seit Jahren hin und wieder zusammengearbeitet und den Namen The Magic Triangle. Walton und Higgins spielten zum ersten Mal Mitte der 1960er-Jahre zusammen in der Band von Eddie Harris (The In Sound, Atlantic 1965), in den folgenden Jahren auch bei Sessions von Lee Morgan (1966), Donald Byrd (Blackjack, 1967), Charles McPherson (Horizons, 1968), Sonny Red (1971) und Lucky Thompson (Goodbye Yesterday!, 1972).
Der Bassist Sam Jones kam im Februar 1972 dazu, um den Saxophonisten Hank Mobley auf seinem letzten Album Breakthrough! zu unterstützen. Im Februar 1974 spielten Cedar Walton, Sam Jones und Billy Higgins im gemeinsamen Trio (Three Sundays in the Seventies - ›Live‹ at The Left Bank) mit Gastauftritten von Bill Hardman, Clifford Jordan und Etta Jones. Die drei Musiker nahmen schließlich die LP Firm Roots (Muse) und  Pit Inn in Tokyo unter Waltons Namen und Seven Minds unter Jones’ Leitung auf und traten 1974 auf etwa der Hälfte der Tracks des Albums Glass Bead Games des Saxophonisten Clifford Jordan auf. Im folgenden Jahr wurde ihre Beziehung zu Jordan fortgesetzt; sie nahmen vier Live-Alben mit ihm auf (Night of the Mark VII (Muse) und drei Alben von On Stage, die bei SteepleChase erschienen) sowie zwei Studioalben, Firm Roots und The Highest Mountain; all diese Veröffentlichungen wurden als Clifford Jordan & The Magic Triangle veröffentlicht.
Das gleichnamige Debütalbum des Quartetts Eastern Rebellion wurde am 10. Dezember 1975 in New York aufgenommen und erschien 1976 bei Timeless Records. George Coleman war im Sommer zuvor mit Cedar Walton, Sam Jones und Billy Higgins auf dem International Jazz Festival Ljubljana aufgetreten (Jazz Na Koncertnom Podiju Vol. 1 ). Das Album enthielt vier Eigenkompositionen, „Bolivia“ und „Mode for Joe“ von Walton, „5/4 Thing“ von Coleman und „Bittersweet“ von Jones sowie eine Version von John Coltranes „Naima“. Die Musik war geradliniger, bluesiger Hardbop, schrieb Phil Freeman, „aber mit einem stärkeren Fokus auf das Klavier als andere, ähnliche Gruppen zu dieser Zeit, bei denen das Saxophon zu 100% die Hauptstimme war.“
Walton, Jones und Higgins machten noch drei weitere Alben, einfach Eastern Rebellion 2, 3 und 4 genannt, mit dem Magic Triangle als Zentrum und verschiedenen Bläsern: Bob Berg übernahm beim zweiten Album 1977 das Tenorsaxophon, und auf dem dritten Album, das im Dezember 1979 aufgenommen wurde, kam der Posaunist Curtis Fuller ins Spiel. Sam Jones starb Ende 1981, aber Walton und Higgins setzten ihre gemeinsame Arbeit als Trio mit vier weiteren Alben (als The Trio) mit David Williams am Bass fort und beendeten sie schließlich 1994, als sie das Album Never Let Me Go als Sweet Basil Trio eingespielt hatten. Der Schlüssel war offensichtlich die Beziehung zwischen Walton und Higgins, schrieb Phil Freeman anlässlich der Wiederveröffentlichung des Debütalbums der Gruppe 2021. In einem Interview von 2010 sagte Walton über den Schlagzeuger:

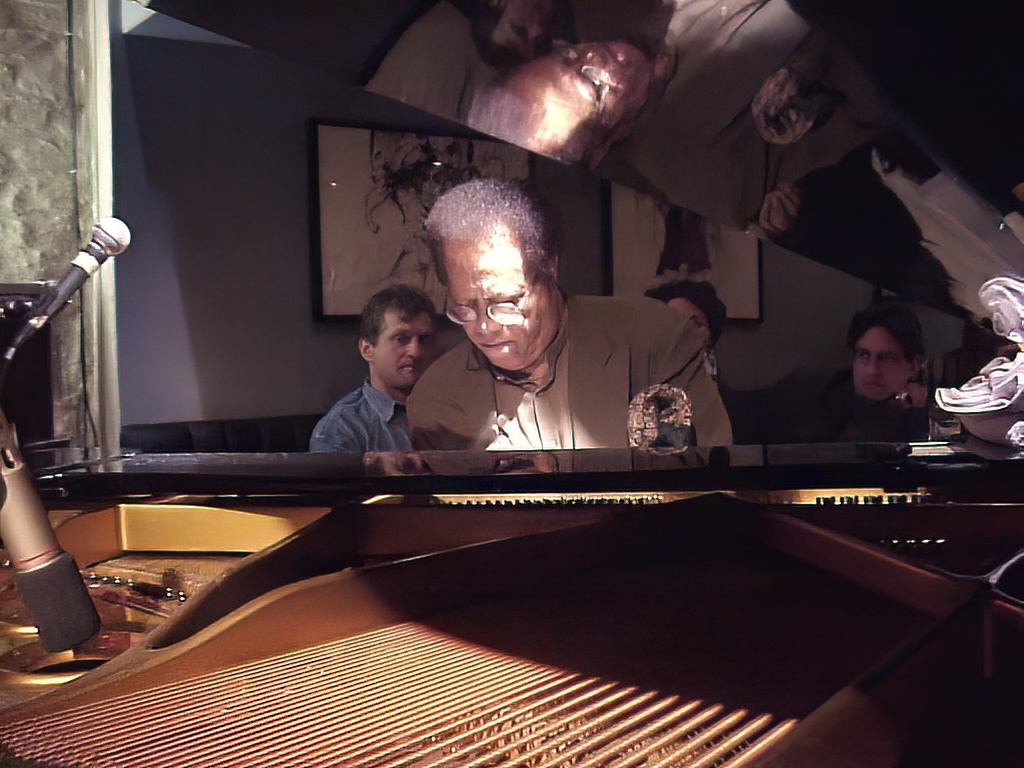
Cedar Walton bei einem Auftritt in Dachau 2001

„Ihm ist es egal, wer am Bass ist oder wie der Bass den Beat interpretiert. Er kann sich sofort anpassen. Es gibt kein Aufwärmen. Auf dem ersten Beat ist er dabei, was ihn von vielen Schlagzeugern unterscheidet. Bei den meisten hört man sie nach einer Weile und sagt: ‚Ah, er hat es jetzt.‘ Nicht Higgins – Higgins war sofort da. Ich war immer überwältigt von dieser Qualität seines Beitrags.“

## Diskographie
- George Coleman, Cedar Walton, Sam Jones & Billy Higgins: Eastern Rebellion (Timeless, 1976)
- Cedar Walton ･ Bob Berg ･ Sam Jones ･ Billy Higgins: Eastern Rebellion 2 (Timeless, 1977)
- Cedar Walton With Curtis Fuller, Bob Berg, Sam Jones & Billy Higgins: Eastern Rebellion 3 (Timeless, 1980)
- Alfredo „Chocolate“ Armenteros, Curtis Fuller, Bob Berg, Cedar Walton, David Williams, Billy Higgins: Eastern Rebellion 4 (Timeless, 1984)